# Милан Нешић
Милан Нешић (Соко Бања, 1886 — Београд, 28. децембар 1970) био је хидро-инжењер и градоначелник Београда.

## Биографија
Рођен 1. фебруара 1886. године у Соко Бањи. Отац му се звао Лазар и родом је из Зајечара, а мајка Милева Првуловић, рођена у Новом Хану, сада Минићеву. Родитељи су осим Милана имали још петоро деце: Настасију, Наталију, Персиду, Емилију и Радмилу. Отац Лазар је узео презиме Нешић по имену свога деде, који се звао Неша. Лазар је завршио основну школу и четири разреда гимназије у Зајечару, и у то време је већ важио за школованог човека. Као такав ступа у службу, прво као писар, па после и као срески начелник. 
Милан је завршио два разреда основне школе у Власотинцу, а у Лесковцу трећи и четврти разред основне школе и два разреда гимназије када прелази у Београд и уписује се у Реалку, где је 1904. матурирао. Исте године се уписује на Грађевински одсек Техничке школе у Београду, а 30. новембра 1907. године као најбољи слушалац Техничког факултета у Београду , по налогу краља Петра I, позван је у Двор, на сечење колача и закуску. Године 1909. је дипломирао. По одслужењу војног рока, прво у Крагујевцу, а затим у Нишу, и положеног испита за резервног инжењерског официра, постављен је за подинжењера прве класе пр Хидротехничком одељењу тадашњег Министарства привреде. Године 19010, као одличан студент, добија стипендију Српске владе за продужење студија на минхенској техничкој школи, што такође завршава са одличним успехом. У циљу практичних вежби обишао је разне институте и изграђене објекте у Аустрији и Швајцарској. Обогаћен овим знањем посвећује се хидротехници којој остаје привржен до краја живота. 
По завршетку Првог светског рата запослио се у својству инжењера треће класе, при Дирекцији вода, где је напредовао у у инжењера друге класе, а затим и у вишег инжењера. 29. јуна 1921. године изабран је за ванредног, а 26. фебруара 1929.за редовног професора на Техничком факултету у Београду. 
За председника Београдске општине постављен је 23. маја 1930. године, са задатком да поспеши техничку асанацију града. У периоду од 1946. до 1953. године ради као технички инжењер надзора на изградњи хидросистема Власина.
Неки од његових најважнијих пројектованих објеката су: 
- Водовод града Крагујевца, са језером на Грошници-Водојажа
- Хидроцентрала на реци Пени код Тетова
- Хидроцентрала на реци Бистрици код Призрена
- Електрана у Призрену на реци Бистрици
- Водовод у Призрену
- Водовод у Параћину
- Водовод у Врању
- Водовод у Подгорици
- Припајање острва Ада Хуја Београду
- Канализација Скопља
- Водовод Лознице
- Каптажа минералних извора (Врњачка и Нишка бања)

Милан Нешић је био ожењен Ангелином, рођеном Јанковић, са којом је имао две ћерке, Веру и Олгу. Умро је 28.12.1970. године. <ref>Такић С (2009), Милан Нешић у сећањима савременика. У: Власотиначки зборник 3, Такић С., На-родна библиотека „Десанка Максимовић“, Власотинце.